# Dekanat Dumbarton (archidiecezja Glasgow)
Dekanat Dumbarton – jeden z 8 dekanatów rzymskokatolickiej archidiecezji Glasgow w Szkocji.
Według stanu na październik 2016 w skład dekanatu Dumbarton wchodziło 9 parafii rzymskokatolickich, a dziekanem był wówczas V. Rev. Gerard Canon Conroy VF.

## Lista parafii
Źródło:
| Lp. | Miejscowość | Parafia                                      | Grafika | Kościół                                                   | Adres |
| --- | ----------- | -------------------------------------------- | ------- | --------------------------------------------------------- | ----- |
| 1   | Dumbarton   | Parafia św. Michała                          |         | Kościół św. Michała w Dumbarton                           |       |
| 2   | Dumbarton   | Parafia św. Patryka                          |         | Kościół św. Patryka w Dumbarton                           |       |
| 3   | Dumbarton   | Parafia św. Piotra Apostoła                  |         | Kościół św. Piotra Apostoła w Dumbarton                   |       |
| 4   | Alexandria  | Parafia Najświętszej Maryi Panny i św. Marka |         | Kościół Najświętszej Maryi Panny i św. Marka w Alexandria |       |
| 5   | Balloch     | Parafia św. Kessoga                          |         | Kościół św. Kessoga w Balloch                             |       |
| 6   | Cardross    | Parafia św. Mahewa                           |         | Kościół św. Mahewa w Cardross                             |       |
| 7   | Helensburgh | Parafia św. Józefa                           |         | Kościół św. Józefa w Helensburgh                          |       |
| 8   | Renton      | Parafia św. Marcina                          |         | Kościół św. Marcina w Renton                              |       |
| 9   | Rosneath    | Parafia św. Gildasa                          |         | Kościół św. Gildasa w Rosneath                            |       |